# Everyday Robots
Everyday Robots est le premier album studio solo de Damon Albarn sorti le 28 avril 2014.

## Liste des pistes
Toutes les chansons sont écrites et composées par Damon Albarn & Richard Russell.
| No  | Titre                                                                         | Durée |
| --- | ----------------------------------------------------------------------------- | ----- |
| 1.  | Everyday Robots                                                               | 3:57  |
| 2.  | Hostiles                                                                      | 4:09  |
| 3.  | Lonely Press Play                                                             | 3:42  |
| 4.  | Mr. Tembo (featuring The Leytonstone City Mission Choir)                      | 3:43  |
| 5.  | Parakeet                                                                      | 0:43  |
| 6.  | The Selfish Giant (featuring Natasha Khan)                                    | 4:47  |
| 7.  | You and Me                                                                    | 7:05  |
| 8.  | Hollow Ponds                                                                  | 4:59  |
| 9.  | Seven High                                                                    | 1:00  |
| 10. | Photographs (You are Taking Now)                                              | 4:43  |
| 11. | The History of a Cheating Heart                                               | 4:00  |
| 12. | Heavy Seas of Love (featuring Brian Eno & The Leytonstone City Mission Choir) | 3:44  |

| 13. | Father's Daughter's Son | 3:39 |
| 14. | Empty Club              | 3:16 |

| 1. | Track by Track Video (Bundle Only)                    |  |
| 2. | Everyday Robots (Live from Fox studios Los Angeles)   |  |
| 3. | Hostiles (Live from Fox studios Los Angeles)          |  |
| 4. | Lonely Press Play (Live from Fox studios Los Angeles) |  |
| 5. | Hollow Ponds (Live from Fox studios Los Angeles)      |  |

## Classement hebdomadaire
| Classement (2014)             | Meilleure position |
| ----------------------------- | ------------------ |
| Australie (ARIA)              | 26                 |
| Autriche (Ö3 Austria Top 40)  | 12                 |
| Belgique (Flandre Ultratop)   | 16                 |
| Belgique (Wallonie Ultratop)  | 11                 |
| Danemark (Tracklisten)        | 4                  |
| Écosse (OCC)                  | 2                  |
| Espagne (Promusicae)          | 42                 |
| États-Unis (Billboard 200)    | 32                 |
| France (SNEP)                 | 6                  |
| Italie (FIMI)                 | 10                 |
| Nouvelle-Zélande (RIANZ)      | 15                 |
| Royaume-Uni (UK Albums Chart) | 2                  |
| Suède (Sverigetopplistan)     | 44                 |
| Suisse (Schweizer Hitparade)  | 6                  |